# Christianus Karsten
Christianus Karsten (* 20. März 1810 in Enkhuizen; † 24. Juli 1884 in Amersfoort) war ein niederländischer altkatholischer Theologe und Präsident des altkatholischen Seminars in Amersfoort.

## Leben und Wirken
Christianus Karsten war ein Neffe des Utrechter Professors für Philologie Simon Karsten. Er studierte Theologie in Amersfoort und empfing 1830 das Sakrament der Priesterweihe. Nach seelsorgerischer Tätigkeit in Den Haag und Amersfoort wurde er 1835 Dozent für Systematische Theologie am dortigen Seminar sowie ab 1854 dessen Rektor.
Fast ein halbes Jahrhundert lehrte er Theologie am altkatholischen Seminar in Amersfoort. Er galt als ausgewiesener Kenner des Jansenismus, des Gallikanismus sowie der Geschichte von Port-Royal und stand in Korrespondenz mit Gleichgesinnten in Frankreich. Durch seine Vermittlung kam das Seminar zu einem ansehnlichen Archiv, hauptsächlich mit Briefen und Dokumenten zur Geschichte des Streites zwischen den Jesuiten und den Jansenisten in Frankreich und Belgien des 17. und beginnenden 18. Jahrhunderts. Durch ihn besitzt das Seminar auch Ölgemälde von Persönlichkeiten aus Port-Royal.

## Werke
- Herausgeber von: Gabriel Du Pac de Bellegarde: Histoire de l'église d'Utrecht. 3. Auflage, Utrecht 1852.
- Unter dem Pseudonym Een katholiek: Het Verderflijke der gehoorzamheid bij de Jezuiten en den door hen toegestanen koningsmoord. Rotterdam 1845.
- Betoog dat de huwelijksverbintenis afgescheiden moet blijven van het sacrament des huwelijks. Rotterdam 1880.